# Jungermanniales
Jungermanniales är en ordning av levermossor. Jungermanniales ingår i klassen Jungermanniopsida, divisionen levermossor och riket växter. Enligt Catalogue of Life omfattar ordningen Jungermanniales 428 arter.

## Bildgalleri

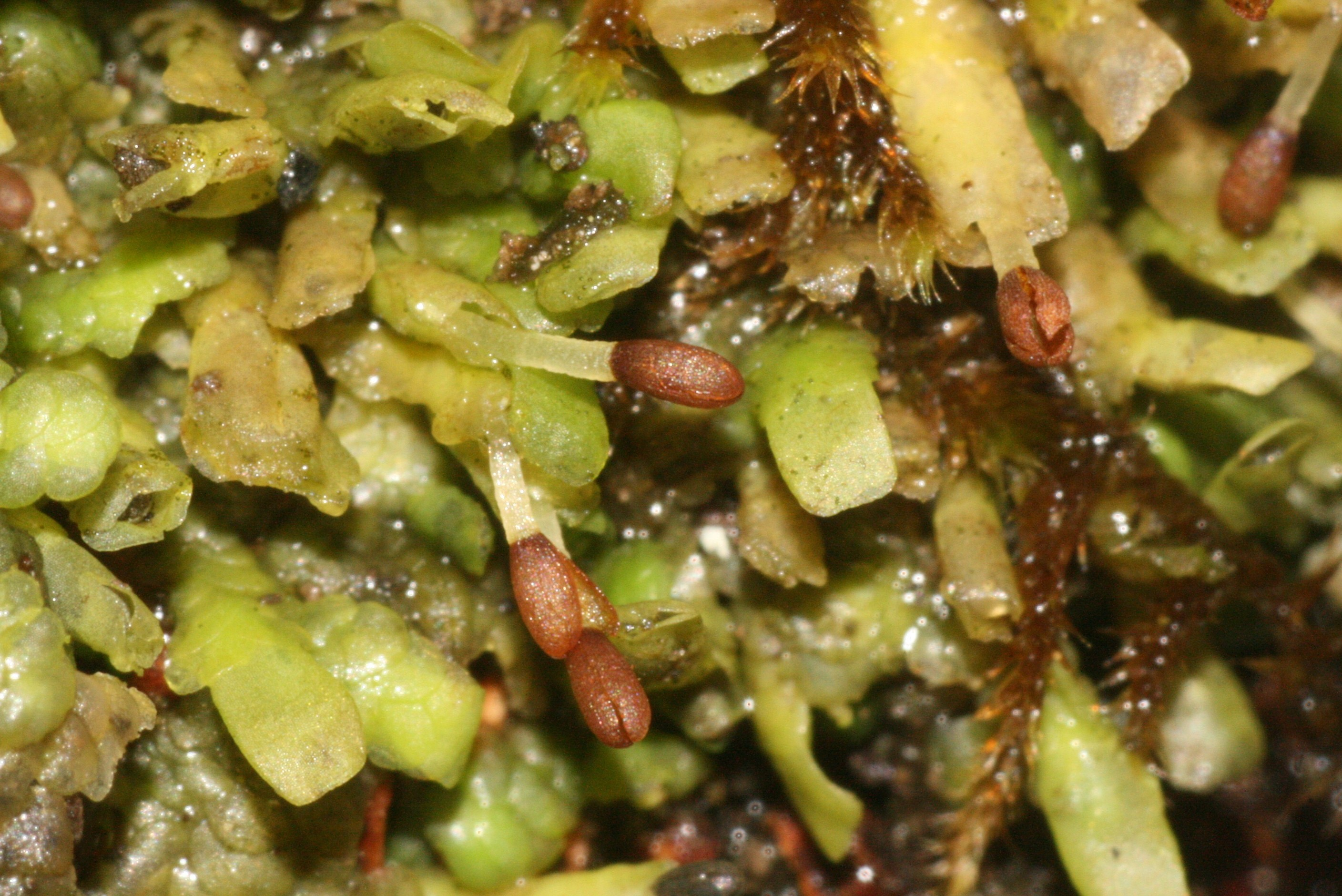
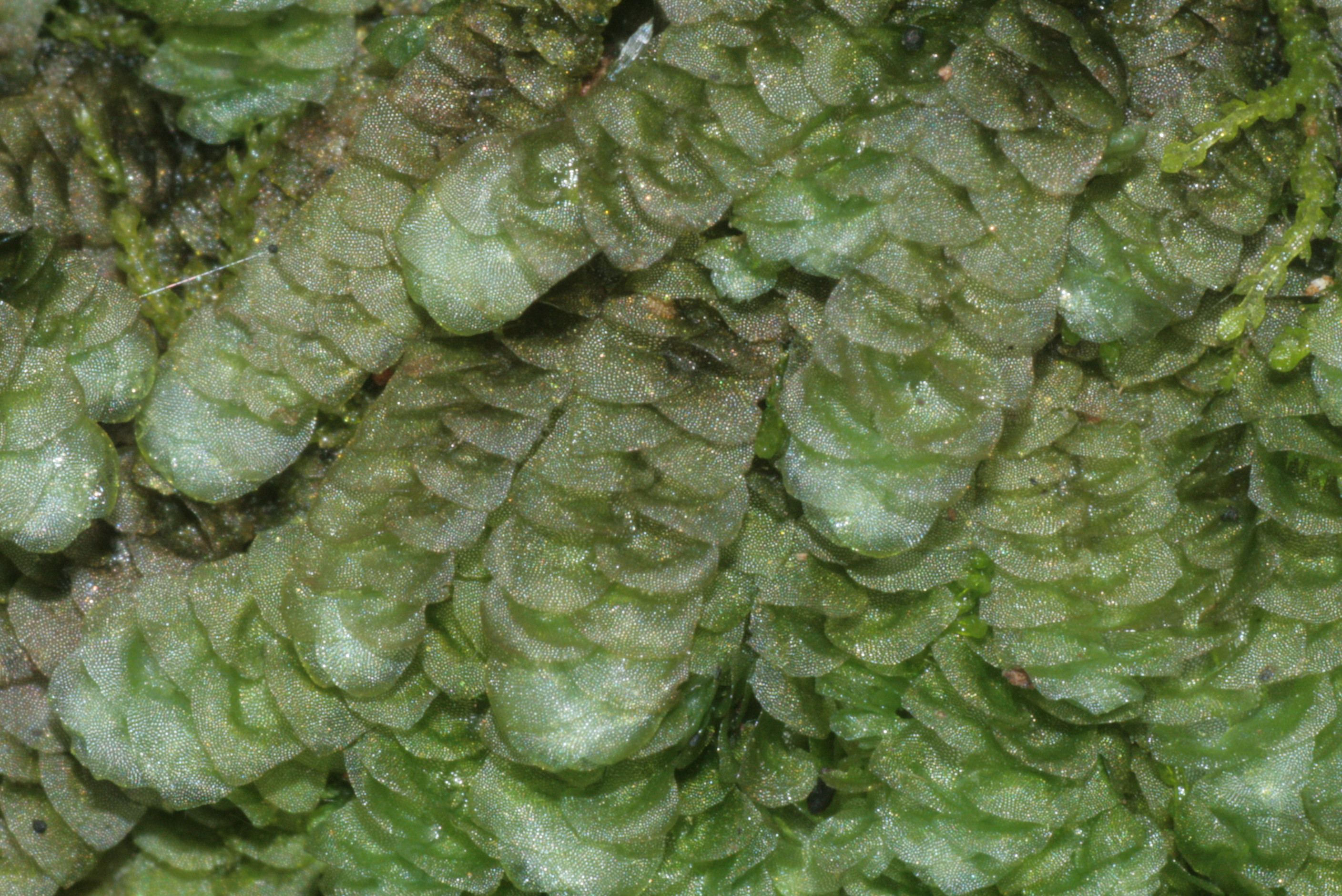
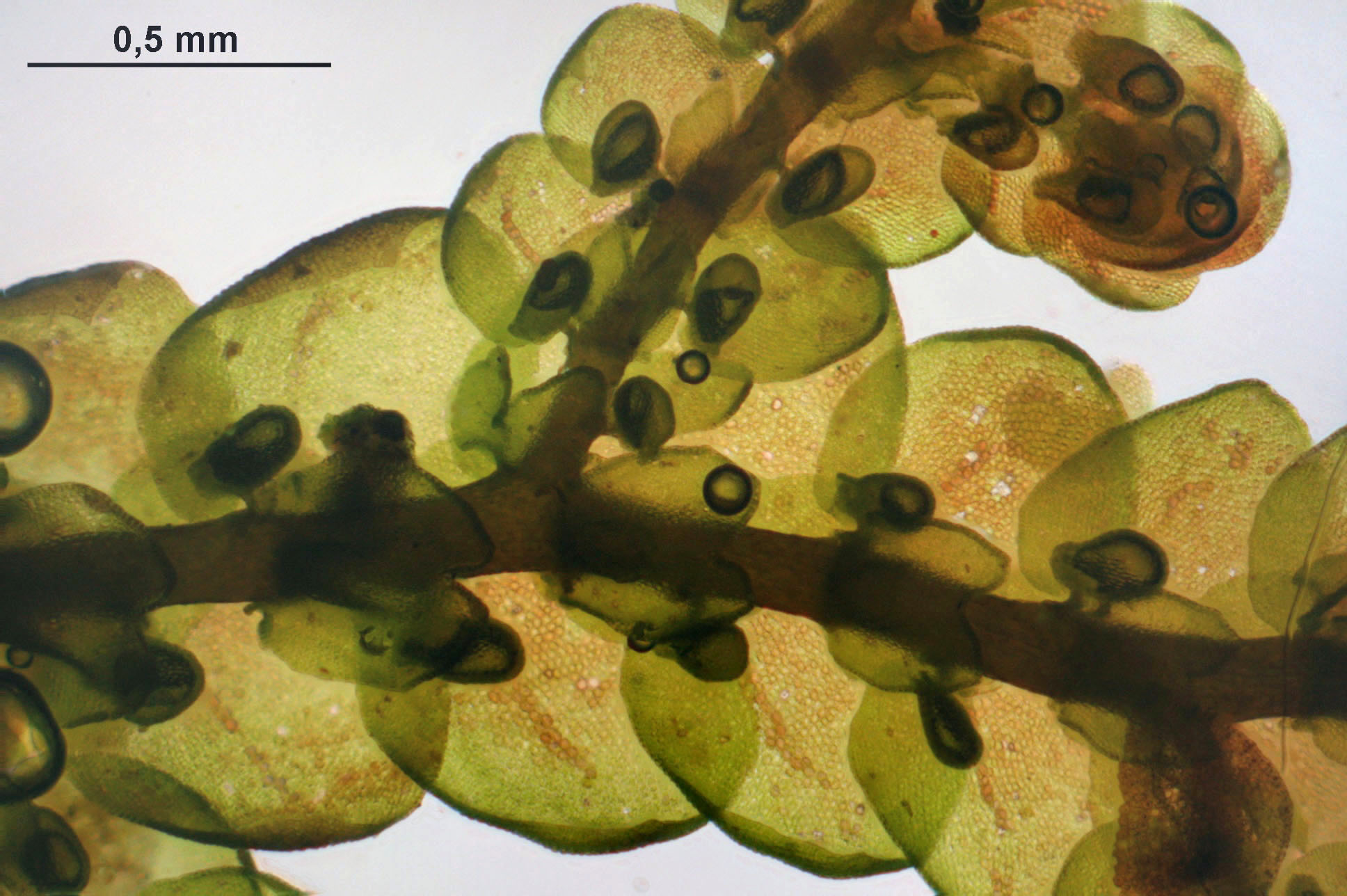
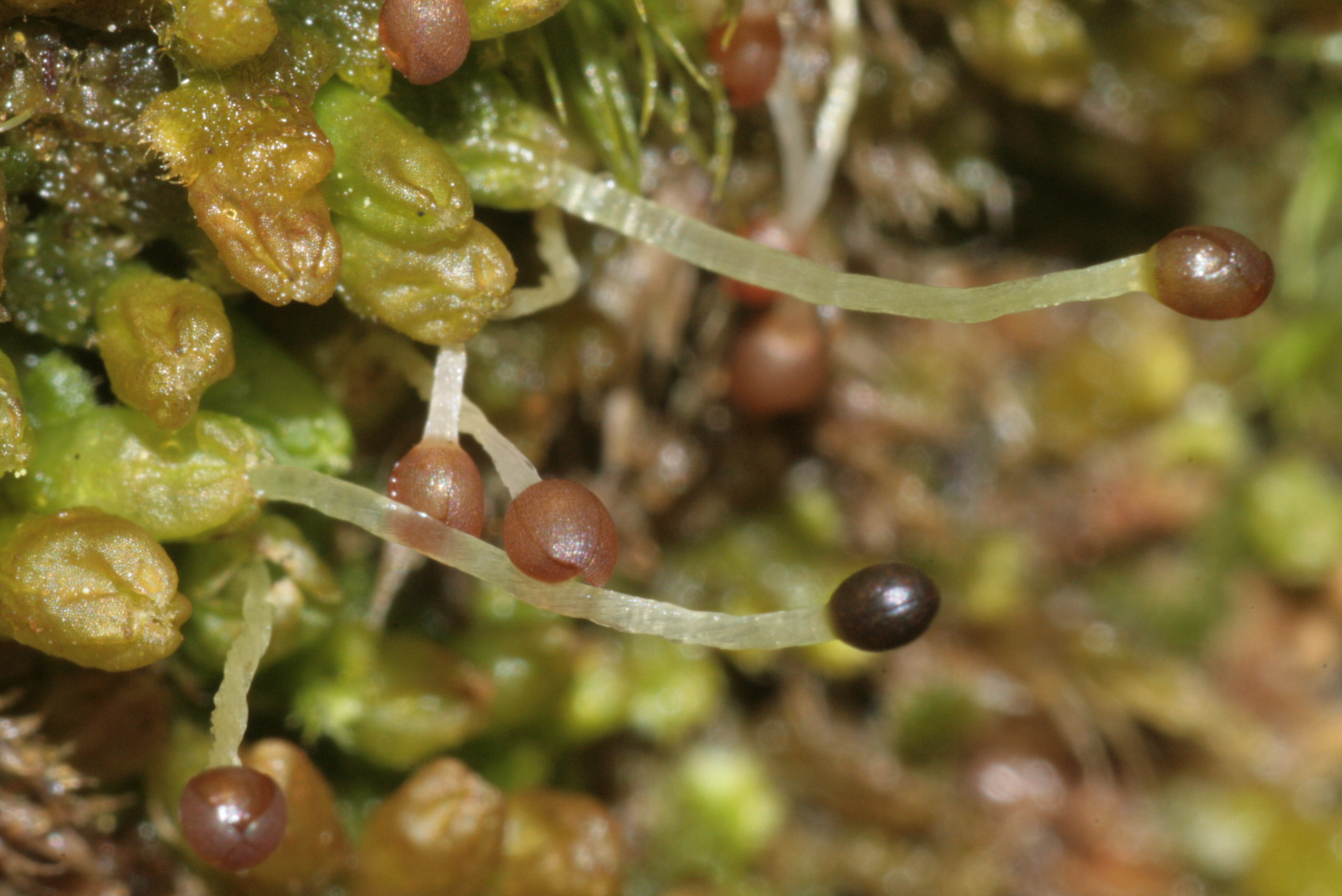

## Dottertaxa till Jungermanniales, i alfabetisk ordning[1]
- Acrobolbaceae
- Adelanthaceae
- Anastrophyllaceae
- Antheliaceae
- Arnelliaceae
- Balantiopsidaceae
- Blepharidophyllaceae
- Brevianthaceae
- Calypogeiaceae
- Cephaloziaceae
- Cephaloziellaceae
- Chonecoleaceae
- Delavayellaceae
- Geocalycaceae
- Grolleaceae
- Gymnomitriaceae
- Gyrothyraceae
- Herbertaceae
- Jackiellaceae
- Jamesoniellaceae
- Jungermanniaceae
- Lepicoleaceae
- Lepidoziaceae
- Lophocoleaceae
- Lophoziaceae
- Mastigophoraceae
- Myliaceae
- Perssoniellaceae
- Phycolepidoziaceae
- Plagiochilaceae
- Pseudolepicoleaceae
- Scapaniaceae
- Schistochilaceae
- Solenostomataceae
- Trichocoleaceae
- Trichotemnomataceae
- Vetaformataceae